# Ботнару, Ион Фомич
Ион Фомич Ботнару (Иван Фомич Ботнарь, рум. Ion Botnaru; род. 19 августа 1954) — советский и молдавский государственный деятель, дипломат. Чрезвычайный и полномочный посол. Кандидат исторических наук.
Первый заместитель министра иностранных дел Республики Молдова (1992—1993). Исполняющий обязанности министра иностранных дел Республики Молдова (1993—1994). Посол Республики Молдова в Турции, Египте и Кувейте (1994—1998). Постоянный представитель Республики Молдова при ООН (1998—2002).

## Биография
Родился 19 августа 1954.

### Образование
Кандидат исторических наук (1987). В Институте стран Азии и Африки Московского государственного университета имени М. В. Ломоносова защитил диссертацию на тему: Роль исламского фактора в политической жизни Турции (70-е — первая половина 80-х годов XX в.).

### Трудовая деятельность
С 1983 по 1984 — научный сотрудник Академии наук Молдавской ССР.
С 1987 по 1989 — профессор международных отношений в Кишинёвском государственном университете имени В. И. Ленина.
С 1989 по 1990 — заместитель генерального директора Департамента информации, с 1990 по 1992 — генеральный директор Департамента по политическим вопросам МИД Молдавской ССР / Республики Молдова.
С 1992 по 1994 — первый заместитель министра иностранных дел Республики Молдова.
С 26 октября 1993 по 5 апреля 1994 — исполняющий обязанности министра иностранных дел Республики Молдова.
С 1994 по 1998 — чрезвычайный и полномочный посол Республики Молдова в Турции, Египте и Кувейте (с 12 июня 1995) по совместительству.
С 28 июля 1998 по 5 сентября 2002 — постоянный представитель Республики Молдова при ООН. 11 сентября 1998 года вручил верительные грамоты Генеральному секретарю ООН Кофи Аннану. Был директором отдела ООН по делам Генассамблеи и Экономического и Социального Совета

## Семья
Женат, имеет двоих детей.

## Награды
- Орден Почёта (11 июня 2015) — в знак высокой признательности за значительный вклад в развитие и углубление сотрудничества Республики Молдова и Организации Объединенных Наций и за проявленную компетенцию в продвижении интересов страны на международной арене[11]